# Relação genitiva

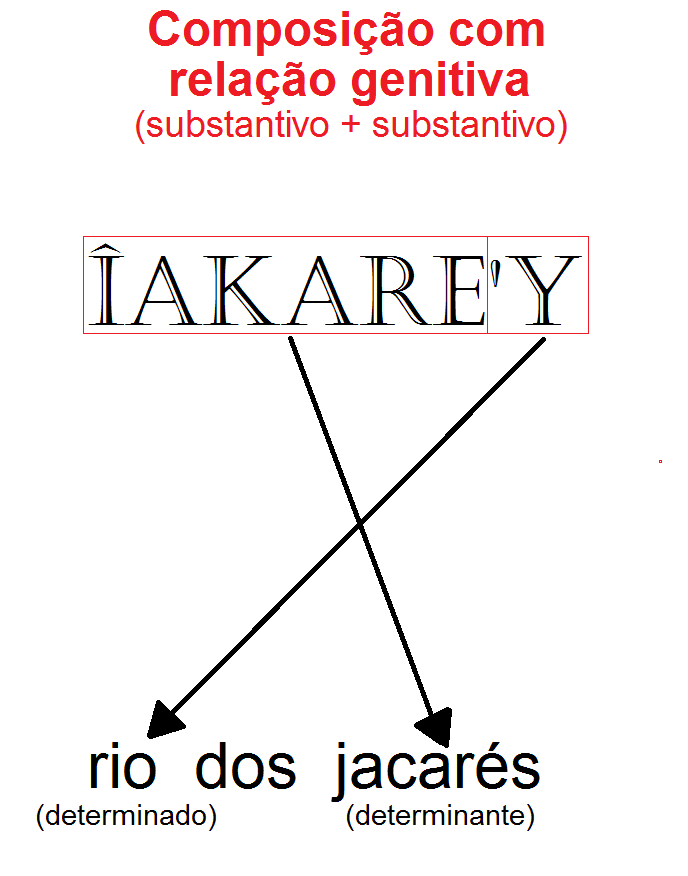
A relação genitiva também pode ocorrer em palavras compostas. Percebe-se a inversão dos termos: o determinado (y) vem depois do determinante ou genitivo (îakaré)

Em tupi, a relação genitiva ocorre quando dois ou mais termos são colocados em sequência de modo a dar a ideia de posse, origem ou pertencimento. Os termos devem vir em ordem invertida em relação ao que seria comum no Português.
Deste modo
- Tupã sy = mãe de Deus (mãe é sy, e Deus é Tupã)
- xe anama = família de mim (isto é, minha família)

O fenômeno não é exclusivo do tupi. Em inglês temos, por exemplo, shopping center (centro de compras).